# Okręgowe rozgrywki w piłce nożnej woj. warmińsko-mazurskiego (2018/2019)
Okręgowe rozgrywki w piłce nożnej województwa warmińsko-mazurskiego prowadzone są przez Warmińsko-Mazurski Związek Piłki Nożnej, rozgrywane są na czterech poziomach ligowych z podziałem na grupy. 
Drużyny z województwa warmińsko-mazurskiego występujące w ligach centralnych i makroregionalnych:
- Ekstraklasa - brak
- I liga - Stomil Olsztyn
- II liga - Olimpia Elbląg
- III liga - Huragan Morąg, MKS Ełk, Sokół Ostróda, Znicz Biała Piska

Rozgrywki okręgowe
- IV Liga (V poziom rozgrywkowy)
- Klasa Okręgowa - 2 grupy (VI poziom rozgrywkowy)
- Klasa A - 4 grupy (VII poziom rozgrywkowy)
- Klasa B - 4 grupy (VIII poziom rozgrywkowy)

## IV liga
| Lp. | Drużyna                          | M  | Z  | R | P  | Bramki | Bramki | Różn. | Pkt | Uwagi                     |
| --- | -------------------------------- | -- | -- | - | -- | ------ | ------ | ----- | --- | ------------------------- |
| 1   | Concordia Elbląg (A)             | 30 | 27 | 2 | 1  | 104    | 19     | +85   | 83  | Awans do III ligi         |
| 2   | Motor Lubawa                     | 30 | 21 | 3 | 6  | 62     | 30     | +32   | 66  |                           |
| 3   | Jeziorak Iława                   | 30 | 21 | 2 | 7  | 87     | 41     | +46   | 65  |                           |
| 4   | GKS Wikielec                     | 30 | 19 | 5 | 6  | 84     | 36     | +48   | 62  |                           |
| 5   | Mrągowia Mrągowo                 | 30 | 17 | 4 | 9  | 61     | 30     | +31   | 55  |                           |
| 6   | Mamry Giżycko                    | 30 | 14 | 7 | 9  | 52     | 39     | +13   | 49  |                           |
| 7   | MKS Korsze                       | 30 | 14 | 6 | 10 | 55     | 47     | +8    | 48  |                           |
| 8   | Olimpia II Elbląg                | 30 | 13 | 3 | 14 | 51     | 60     | −9    | 42  |                           |
| 9   | Tęcza Biskupiec                  | 30 | 12 | 3 | 15 | 68     | 55     | +13   | 39  |                           |
| 10  | Granica Kętrzyn                  | 30 | 11 | 5 | 14 | 51     | 52     | −1    | 38  |                           |
| 11  | Zatoka Braniewo                  | 30 | 9  | 7 | 14 | 55     | 51     | +4    | 34  |                           |
| 12  | Unia Susz (B) (S)                | 30 | 7  | 6 | 17 | 42     | 77     | −35   | 27  |                           |
| 13  | Rominta Gołdap (B) (S)           | 30 | 8  | 3 | 19 | 39     | 81     | −42   | 27  |                           |
| 14  | Czarni Olecko (S)                | 30 | 5  | 8 | 17 | 35     | 71     | −36   | 23  | Spadek do klasy okręgowej |
| 15  | Drwęca Nowe Miasto Lubawskie (S) | 30 | 4  | 4 | 22 | 37     | 101    | −64   | 16  | Spadek do klasy okręgowej |
| 16  | Tęcza Miłomłyn (S)               | 30 | 3  | 2 | 25 | 25     | 118    | −93   | 11  | Spadek do klasy okręgowej |

## Baraże o IV ligę
- Unia Susz - Błękitni Orneta 3:2/1:3
- Rominta Gołdap - Pisa Barczewo 2:1/0:6

## Klasa okręgowa

### grupa I
- awans: Polonia Lidzbark Warmiński, Błękitni Orneta
- spadek: Pojezierze Prostki, Mazur Wydminy

### grupa II
- awans: Warmia Olsztyn, Pisa Barczewo
- spadek: Gmina Kozłowo, Radomniak Radomno, FC Dajtki Olsztyn, Polonia Markusy

## Baraże o klasę okręgową

### Wstępne
- Vęgoria Węgorzewo - Ewingi Zalewo 1:0
- Radomniak Radomno - SKS Szczytno 2:3 po dogr.

### Główne
- Ewingi Zalewo - KS Wojciechy 5:0/1:3
- Błękitni Pasym - Kłobuk Mikołajki 0:1/2:3
- Gmina Kozłowo - Grunwald Gierzwałd 2:1/1:3
- SKS Szczytno - Pomowiec Gronowo Elbląskie 6:3/3:2

### Uzupełniające
Gmina Kozłowo - Błękitni Pasym 4:2/0:3

## Klasa A
- grupa I:
  - awans: Żagiel Piecki, Kłobuk Mikołajki
  - spadek: Salęt Boże, Warmianka Bęsia
- grupa II:
  - awans: Barkas Tolkmicko
  - spadek: Victoria Rychliki, Czarni Małdyty
- grupa III:
  - awans: Fortuna Dorotowo Gągławki
  - spadek: GKS Szczytno, Zryw Jedwabno
- grupa IV:
  - awans: Polonia Iłowo, Grunwald Gierzwałd
  - spadek: KS Mroczno, Osa Ząbrowo

## Baraże o klasę A

### 1/2 finału
- Piast Wilczęta - Orzeł Czerwonka 5:1
- Wałpusza 07 Jesionowiec - Iskra Narzym 	1:1 po dogr. k. 4:3

### Finał
Orzeł Czerwonka - Iskra Narzym 	1:2
W związku z wycofaniem z rozgrywek klasy okręgowej Huraganu II Morąg dodatkowo w klasie A utrzymał się Orzeł Czerwonka.

## Klasa B
- grupa I - awans: Pogoń Banie Mazurskie
- grupa II - awans: Pama Powodowo, Agat Jegłownik
- grupa III -awans: GKS Gietrzwałd Unieszewo, KS 2010 Wrzesina
- grupa IV - awans: MKS Działdowo, Iskra Smykówko

## Wycofania z rozgrywek
Start II Nidzica, BUKS Barczewo, Orkan Sątopy Samulewo

## Nowe zespoły
Olimpia II Elbląg, Pogoń Ryn, Pama Powodowo, Kormoran Bynowo, Młody Piłkarz Jonkowo, Błękitni/Korona II Klewki, SKF Kunki, MKS Działdowo, Sokół II Ostróda, Start II Nidzica